# Steinenbronn
Steinenbronn – miejscowość i gmina w Niemczech, w kraju związkowym Badenia-Wirtembergia, w rejencji Stuttgart, w regionie Stuttgart, w powiecie Böblingen, wchodzi w skład związku gmin Waldenbuch-Steinenbronn. Leży w Schönbuch, ok. 5 km na południowy wschód od Böblingen.

## Współpraca
Miejscowości partnerskie:
- Bernsdorf, Saksonia
- Le Rœulx, Belgia
- Polla, Włochy
- Quinsac, Francja